# 3675 Кемстач
3675 Кемстач (3675 Kemstach) — астероїд головного поясу, відкритий 23 грудня 1982 року.
Тіссеранів параметр щодо Юпітера — 3,119.
Названо на честь Марфи Володимирівни Кемстач (1888-1971) і Семена Степановича Кемстач (1880-1938), бабусі та дідуся астронома-відкривача Людмили Карачкіної (Кримська астрофізична обсерваторія).